# Garrulax caerulatus
El charlatán flanquigrís (Garrulax caerulatus), también conocido como tordo jocoso de dorso gris, es una especie de ave paseriforme de la familia Leiothrichidae nativa de las montañas del sur de Asia.

## Distribución y hábitat
Se distribuye a través de Bután, China, India, Birmania, Nepal, Taiwán y las islas de Hawái (donde fue introducido). Habita principalmente en bosques montanos.

## Subespecies
Se reconocen cinco subespecies:
- Garrulax caerulatus caerulatus (Hodgson, 1836)
- Garrulax caerulatus kaurensis (Rippon, 1901)
- Garrulax caerulatus latifrons (Rothschild, 1926)
- Garrulax caerulatus livingstoni Ripley, 1952
- Garrulax caerulatus subcaerulatus Hume, 1878